# Championnat de Malte de football 1912-1913
Navigation
Saison précédente Saison suivante
La saison 1912-1913 de First Division Maltaise est la troisième édition de la première division maltaise.
Lors de cette saison, le Floriana FC a conservé son titre de champion face aux sept meilleurs clubs maltais lors d'une série de matchs se déroulant sur toute l'année.
Les huit clubs participants au championnat ont été confrontés une fois aux sept autres.
Le Floriana FC a été sacré champion de Malte pour la troisième fois.

## Les huit clubs participants
| Club                | Stade            | Capacité | Ville      |
| ------------------- | ---------------- | -------- | ---------- |
| Floriana FC         | -                | -        | Floriana   |
| Hamrun Spartans     | Victor Tedesco   | 6 000    | Hamrun     |
| Msida Rangers       | -                | -        | Msida      |
| Senglea Shamrocks   | -                | -        | Bormla     |
| Sliema Wanderers FC | Guze Fava Ground | 4 000    | Sliema     |
| St. George's FC     | -                | -        | Bormla     |
| Valletta United     | -                | -        | La Valette |
| Melita-Vittoriosa   | -                | -        | Vittoriosa |

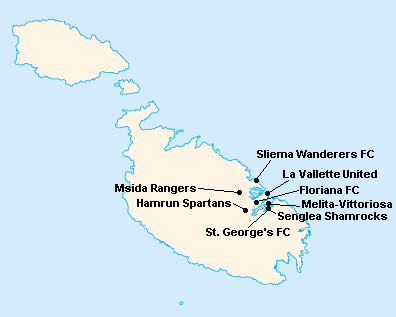
Localisation des clubs engagés dans le championnat.

L'île de Malte étant relativement petite, les clubs évoluent tous au stade National Ta'Qali (17 400 places). Certains cependant ont leur propre enceinte qu'ils peuvent éventuellement utiliser.

## Compétition

### Classement
| Rang | Équipe                | Pts | J | G | N | P | Bp | Bc | Diff |
| ---- | --------------------- | --- | - | - | - | - | -- | -- | ---- |
| 1    | Floriana FC (T)       | 12  | 6 | 6 | 0 | 0 | 21 | 0  | +21  |
| 2    | Hamrun Spartans       | 10  | 6 | 5 | 0 | 1 | 29 | 5  | +24  |
| 3    | Sliema Wanderers FC   | 8   | 6 | 4 | 0 | 2 | 14 | 11 | +3   |
| 4    | Melita-Vittoriosa (P) | 6   | 6 | 3 | 0 | 3 | 7  | 16 | -9   |
| 5    | Msida Rangers (P)     | 4   | 6 | 2 | 0 | 4 | 3  | 10 | -7   |
| 6    | St. George's FC       | 2   | 6 | 1 | 0 | 5 | 3  | 9  | -6   |
| 7    | Senglea Shamrocks (P) | 0   | 6 | 0 | 0 | 6 | 2  | 28 | -26  |
| 8    | Valletta United       | 0   | 0 | 0 | 0 | 0 | 0  | 0  | 0    |

| Légende : Qualifications et relégations | Légende : Qualifications et relégations                  |
| --------------------------------------- | -------------------------------------------------------- |
|                                         | Relégation en Second Division Maltaise                   |
|                                         | (T) : Tenant du titre 1911-1912 (P) : Promu en 1911-1912 |

## Bilan de la saison
| Tableau d'Honneur       |             |
| Compétition             | Vainqueur   |
| First Division Maltaise | Floriana FC |

| Promotions et relégations            |                     |
| Relégués en Second Division Maltaise | Sliema Wanderers FC |
| Promus de Second Division Maltaise   | Aucun               |